# Wellboy
Антон Олександрович Вельбой, сценічний псевдонім Wellboy або ANTON VELBOI (нар. 9 червня 2000, Грунь, Охтирський район, Сумська область) — український співак, композитор, автор пісень, учасник шоу «X-Фактор».

## Біографія
Антон Вельбой народився у селі Грунь Охтирського району Сумської області в родині сільських музикантів. Мати закінчила клас фортепіано, батько грав на гітарі на весіллях. Вельбой — справжнє прізвище музиканта. Закінчив Київський національний університет культури і мистецтв за спеціальністю «Режисер естради». Під час навчання працював муляром, аніматором, MC, актором.
2019 року, навчаючись на третьому курсі, Антон Вельбой взяв участь у 10-му сезоні українського телевізійного шоу «X-Фактор» (тренер — Настя Каменських). У шоу виконував російськомовні пісні, увійшов у фінал, де заспівав власну пісню «Вітер» і посів 3-тє місце.
2021 року почав співпрацю з музичним продюсером Юрієм Бардашем, результатом якої стала прем'єра 25 червня 2021 року відеокліпу «Гуси». Режисером і саунд-продюсером відео став Євген Триплов. За два тижні після прем'єри пісня увійшла в топ-20 пісень українського Apple Music, посіла 8-ме місце у загальноукраїнському радіочарті, а відеокліп зібрав більше 18 млн переглядів на YouTube.
8 липня 2021 року Wellboy виступив на головній сцені фестивалю Atlas Weekend 2021.
6 серпня 2021 року Wellboy виступив вперше на Маріупольському фестивалі MRPL CITY FEST.
За підсумками 2021 року Антон Wellboy здійснив революцію в українському шоу-бізнесі. Хіт «Гуси» став першим українським треком, який за всю історію існування Apple Music в Україні потрапив до ТОП 100 РОКУ Apple Music Ukraine. Також у 2021 році став єдиним українським треком ТОП 10 YouTube Ukraine та разом зі свіжою піснею «Вишні» потрапив у ТОП 50 Spotify Ukraine. Крім цього, стрімінговий сервіс Spotify назвав Антона Wellboy головним хітмейкером року та обрав учасником програми «Wrapped 2021 by Spotify» в Україні.
Один з фіналістів Нацвідбору України на Євробачення 2022 з піснею «Nozzy Bossy».
У червні 2022 року Wellboy оголосив про припинення співпраці з Бардашем.
З 2022 року Антон Вельбой співпрацює з лейблом Papa Music під керівництвом музичного продюсера Євгеном Тріпловим.
13 липня на ютуб-каналі артиста відбулася прем'єра пісні під назвою «Ворогів на ножі».
У жовтні 2022 року Wellboy випустив кліп «Стиль».
В квітні 2023 року Антон Вельбой оголосив, що покидає лейбл, назвавши причиною розбіжності з засновником Олексієм Голубєвим та музичним продюсером Євгеном Тріпловим у «російському питанні». Також артист вказав на начебто зв’язки Голубєва із рф та своїм експродюсером Юрієм Бардашем. За словами Вельбоя, надалі він працюватиме із концертною продюсеркою Мартою. За версією Музвар випадок артиста з продюсером увійшов до ТОП-5 найвідоміших випадків розриву взаємин у музичній індустрії України.
28 листопада 2023 року на Інстаграм-сторінці лейблу Papa Music з'явилася інформація, що  лейбл та Wellboy дійшли згоди та вирішили всі питання. 30 листопада на тій же сторінці з'явилася інформація, що співпраця між лейблом та артистом продовжиться.

## Дискографія
2019-Красивіше людей (single)
2019-Вітер (single)
2019-Баба Мороз (single)

## Нагороди та номінації
| Рік  | Премія | Категорія            | Номінація | Результат |
| 2022 | YUNA   | Найкращий виконавець | Wellboy   | Номінація |
| 2022 | YUNA   | Найкраща пісня       | «Гуси»    | Перемога  |
| 2022 | YUNA   | Найкращий відеокліп  | «Вишні»   | Номінація |
| 2022 | YUNA   | Найкращий відеокліп  | «Гуси»    | Номінація |
| 2022 | YUNA   | Відкриття року       | Wellboy   | Перемога  |

## Відеокліпи
- Вітер на YouTube
- Гуси на YouTube
- Вишні на YouTube
- Nozzy Bossy на YouTube
- Ворогів на ножі на YouTube
- Додому на YouTube